# Maribel Owen
Maribel Yerxa Owen (Boston, 25 aprile 1940 – Bruxelles, 15 febbraio 1961) è stata una pattinatrice artistica su ghiaccio statunitense, campionessa nazionale nelle coppie di artistico su ghiaccio.
Primogenita di Guy Owen e Maribel Vinson-Owen, entrambi pattinatori, Maribel Owen iniziò a pattinare in tenera età, sotto la guida della madre allenatrice. Nel 1956 vinse con Chuck Foster il titolo nazionale juniores nella gara a coppie, dopo il quale partecipò come ospite speciale nel popolare spettacolo Ice Chips organizzato dal Boston Skating Club.
Si iscrisse alla Boston University, specializzandosi in sociologia e antropologia, pur continuando a partecipare alle competizioni di pattinaggio di figura. In coppia con Dudley Richards partecipò alle Olimpiadi di Squaw Valley nel 1960, classificandosi al decimo posto. A gennaio dell'anno dopo la coppia vinse i campionati statunitensi a Colorado Springs, ottenendo la qualificazione per i campionati mondiali di pattinaggio di figura che si sarebbero tenuti quell'anno a Praga. Anche la sorella minore Laurence Owen, pattinatrice pure lei, si qualificò per i mondiali vincendo il titolo nazionale nel singolo donne. Quell'edizione dei campionati nazionali fu la prima ad essere trasmessa in televisione, e le tre donne della famiglia Owen divennero subito delle celebrità.
Le sorelle Owen e la madre allenatrice facevano quindi parte della squadra statunitense che il 14 febbraio 1961 partì dall'aeroporto Idlewild di New York sul volo Sabena 548 con destinazione Bruxelles, per proseguire alla volta di Praga. All'alba del 15 febbraio l'aereo si schiantò nei pressi del villaggio belga di Berg-Kampenhout, causando la morte di tutte le persone a bordo e di un contadino che stava lavorando nei campi. Tra le 73 vittime c'erano anche tutti i 18 pattinatori della squadra statunitense e 16 tra allenatori e accompagnatori. Gli imminenti campionati del mondo vennero annullati in segno di lutto.
Maribel Y. Owen venne sepolta con la madre e la sorella nel Mount Auburn Cemetery di Cambridge, nel Massachusetts.

## Palmarès
(coppie con Dudley Richards)
| Evento                            | 1958 | 1959 | 1960 | 1961 |
| --------------------------------- | ---- | ---- | ---- | ---- |
| Giochi olimpici invernali         |      |      | 10°  |      |
| Campionati mondiali               |      | 6°   | 10°  |      |
| North American Championships      |      |      |      | 2°   |
| Campionati nazionali statunitensi | 3°   | 3°   | 2°   | 1°   |